# Stipe Balajić
Stipe Balajić, hrvaški nogometaš in trener, * 27. september 1968, Sinj, Jugoslavija. 
Med letoma 1998 in 2005 je igral za NK Maribor, kjer so po njegovi upokojitvi upokojili dres z njegovo številko.